# Жовтобрюх Артем Олегович
Арте́м Оле́гович Жовтобрю́х (нар. 11 квітня 1997, с. Криві Коліна — 14 лютого 2018, с. Широкине) — старший матрос Збройних сил України, учасник російсько-української війни.

## Життєпис
Народився 1997 року в селі Криві Коліна (Тальнівський район, Черкаська область) у родині Галини Станіславівни й Олега Антоновича Жовтобрюхів, ріс з сестрою Юлією. Пішов до 1-го класу Кривоколінської школи, потім переїхав з мамою і сестрою в Тальне, навчався у школі № 3; кожні вихідні і всі канікули проводив у селі — у бабусі Параски Степанівни Гончаренко. 2012 року закінчив тальнівську школу № 3; грав нападником ФК «Скеля» міста Тальне.
Учасник Майдану; потім допомагав вантажити волонтерські буси, коли виповнилося 18 років — ні в кого не питаючи згоди, добровільно у липні 2015 року підписав контракт та пішов захищати Україну; старший матрос, оператор взводу вогневої підтримки десантно-штурмового батальйону 36-ї бригади.
14 лютого 2018 року в колишньому пансіонаті поблизу Широкиного (Волноваський район) в ранню пору вбито чотирьох військовослужбовців, коли вони спали. На тілі загиблих виявлено вогнепальні кульові поранення), а у приміщенні — ознаки приховання злочину (підпал та закладення вибухівки). Тоді ж загинули матрос Новицький Андрій Юрійович, молодший лейтенант Бурданов Олександр Олександрович та старший матрос Литвиненко Валерій Володимирович.
17 лютого року похований з військовими почестями в селі Криві Коліна; у Тальному люди стрічали, тримаючи у руках прапори України і свічки, на колінах. У рідному селі односельці також на колінах зустрічали Артема.
Без Артема залишилася наречена Катерина.

## Нагороди та вшанування
- відзнака Президента України «За участь в антитерористичній операції»
- відзнака начальника Генерального Штабу Збройних сил України «Учасник АТО»
- відзнака начальника Генерального Штабу Збройних сил України «За взірцевість у військовій службі» ІІІ ступеня
- відзнака «За оборону Маріуполя»[1]
- грамота за спільне навчання з американськими військовими[2]
- звання «Почесний громадянин Тальнівщини» (посмертно)
- на Тальнівщині пластунський курінь носить ім'я Артема Жовтобрюха[3][4]
- меморіальна дошка в Тальному[5]
- в Тальнівському районі проводиться футбольний турнір його пам’яті[6][7]
- Його портрет розміщений на меморіалі «Стіна пам'яті полеглих за Україну» у Києві: секція 10, ряд 6, місце 16